# The Scabs
The Scabs est un groupe belge de rock, originaire de Diest, Flandres.

## Histoire
Les Scabs voient le jour en 1979 à Diest,,. Leur influence majeure est à l'époque la musique punk britannique tendance Clash. Leur premier single So Called Friends sort en 1981. En 1982, après deux singles auto-produits, le groupe est signé par EMI qui publie en 1983 l'EP Here's to You Gang!. Le groupe est alors composé de Guy Swinnen (voix, guitare), Berre Bergen (basse), Francis Vangeel (guitare) et Frankie Saenen (batterie).
Tout semblait bien commencer pour le groupe, mais leur premier album For All the Wolf Calls est un échec et le groupe est renvoyé de chez EMI. Commence alors pour les Scabs une période de vaches maigres qui prend fin en 1986 avec l'arrivée du nouveau guitariste Willy Willy (Willy Lambregt) qui apporte à leur musique une orientation plus rock 'n' roll, très Rolling Stones, coïncidant avec leur arrivée en 1987 sur le label PIAS.
Au début des années 1990, les Scabs décrochent le succès avec leurs albums Royalty in Exile (1990), qui devient disque d'or, et Jumping the Tracks (1991). Cette période faste dure jusqu'en 1993. En 1994, le groupe est à nouveau dans le creux de la vague et Willy Willy quitte le groupe. Il est remplacé par Tjenne Berghmans, guitariste de Clouseau et de Betty Goes Green, qui ne parviendra pas à redonner de la vigueur aux Scabs, qui se séparent en 1996.
En 2007, les Scabs se reforment pour réinterpréter sur scène leur album Royalty in Exile dans la composition de groupe de l'époque.
Trois des membres sont décédés. Sijmons est décédé le 18 juillet 2013 des suites d'un cancer du poumon et du syndrome de Korsakoff,, Bergen est décédé d'un emphysème pulmonaire le 7 février 2016 [9] et Willy a perdu sa bataille contre le cancer à l'âge de 59 ans le 13 février 2019.

## Membres

### Membres actuels
- Guy Swinnen — voix, guitare
- Francis Vangeel — guitare (1979—1984, depuis 2007)
- Berre Bergen — basse (1979—1989)
- Frankie Saenen — batterie

### Anciens membres
- Mark Vanbinst — guitare (1984—1986)
- Fons Sijmons — basse (depuis 1989)
- Willy Lambregt (Willy Willy) — guitare (1986—1994, 2007—??)
- Tjenne Berghmans — guitare (1994—1996)

## Discographie

### Albums studio
- 1984 : For All the Wolf Calls
- 1987 : Skintight
- 1990 : Royalty in Exile
- 1991 : Jumping the Tracks
- 1993 : Dog Days Are Over
- 1993 : Live Dog (live)
- 1995 : Sunset over Wasteland

### EP
- 1983 : Here's to You Gang!
- 1986 : Rockery
- 1993 : Inbetweenies

### Compilations
- 1988 : Gangbang
- 1992 : The Early Years
- 1993 : Odds and Outtakes
- 1996 : Hard to Forget

### Singles
- So Called Friends (1981)
- There Is Nothing Wrong (1981)
- Matchbox Car (1983)
- Trapped by the Rain (1983)
- No Pay Today (1983)
- The One and Only (1984)
- Live Your Life (1984)
- Lazy Girls (1985)
- Stay (1986)
- The Pimp (1987)
- Halfway Home (1988)
- Crystal Eyes (1988)
- Hard Times (1990)
- I Need You (1990)
- Time (1990)
- Little Lady (1990)
- Don't You Know (1991)
- Robbin' the Liquor Store (1991)
- Nothing on My Radio (1992)
- Hard to Forget (1992)
- She's Jivin' (1993)
- The Party's Over (1993)
- Four Aces (1994)
- All You Ever Do (1994)
- Let Him Whine (1994)
- Silly Me (1995)
- Seven Seas (1995)
- Lonely Man (1995)
- Hard Times Remix (1995)